# Lazzaro Maurizio De Castiglione
Lazzaro Maurizio De Castiglione, italijanski general, * 1888, † 1962.